# 釜屋もぐさ
株式会社釜屋もぐさ（かまやもぐさ）は、東京都中央区に所在するもぐさを販売する企業。
主に東日本販売総代理店としてもぐさを販売している。西日本は株式会社釜治が総代理店として販売している。この2つを総称して釜屋もぐさ本舗としている。

## 沿革
寛永17年（1640年）、近江国栗太郡辻村（現・滋賀県栗東市辻）の鋳物師の家系、田中七左衛門と太田六右衛門が江戸に出て、芝田町に釜屋を開業した。事業が軌道に乗るにつれ、田中家や太田家から人が呼び集められたが、この中に田中七左衛門の従弟、次左衛門がいた。
次左衛門は慶安頃に辻村より江戸に出て、七左衛門の元で奉公した後、万治二年（1659年）に独立して日本橋小網町三丁目に穀物・鍋釜問屋を開業した。これが釜屋もぐさの起源である。
七左衛門・六右衛門は万治元年（1658年）に深川上大島町（現・江東区猿江二丁目16番地東側）に工場を構え、明治に至るまで鍋釜を作り続け、隆盛を誇ったが、一方の治左衛門は三代目が郷里の名産伊吹もぐさに目を付け、転業しこれを専門に扱うことで差別化を図った。まもなくこれが江戸市中で評判となって、大店に成長し、治左衛門は天明・明和の頃町名主を務めるまでになった。
江戸時代には小網町や江戸各地に釜屋を称し類似品を扱う店が絶えず、小網町二丁目の釜屋佐次右衛門・麹町七丁目（現・千代田区麹町四丁目）の釜屋伝右衛門などと本家争いを繰り広げた。
当主は代々富士治左衛門を名乗り、現在の当主は昭和62年（1987年）襲名の11代目である。

## 商品
- カマヤミニ - もぐさを紙筒で包んである知熱灸用のもぐさ
- カマヤペット - 温灸器
- 灸街道

## 文化財
- 釜屋もぐさの振売箱 - 江戸時代に使用していた振売箱で、「網三釜治」の朱書きがある。中央区民有形民俗文化財[2]。
- 鉄製大釜残欠 - 江戸時代より店先に天水桶として掲げられ、釜屋のトレードマークとなっていた。関東大震災[1]や戦中の金属供出により、現在は銘文部のみが残る。中央区民有形民俗文化財[3]。